# Puccinia libanotidis
Puccinia libanotidis är en svampart som beskrevs av Lindr. 1901. Puccinia libanotidis ingår i släktet Puccinia och familjen Pucciniaceae.   Inga underarter finns listade i Catalogue of Life.